# Nyassachromis serenus
Nyassachromis serenus är en fiskart som först beskrevs av Trewavas, 1935.  Nyassachromis serenus ingår i släktet Nyassachromis och familjen Cichlidae. IUCN kategoriserar arten globalt som livskraftig. Inga underarter finns listade i Catalogue of Life.